# Słone Łąki w Pełczyskach
Słone Łąki w Pełczyskach (kod PLH100029) – specjalny obszar ochrony siedlisk sieci Natura 2000, zlokalizowany na terenie województwa łódzkiego. Obszar obejmuje powierzchnię 37,03 ha. 
Teren składający się z dwóch powiązanych ze sobą enklaw wyznaczony został w celu długotrwałego zabezpieczenia naturalnych siedlisk życia jakim są śródlądowe słone łąki, pastwiska i szuwary (Glauco-Puccinietalia część – zbiorowiska śródlądowe).